# Agromyza viciae
Agromyza viciae este o specie de muște din genul Agromyza, familia Agromyzidae, descrisă de Johann Heinrich Kaltenbach în anul 1872.
Este endemică în Germania. Conform Catalogue of Life specia Agromyza viciae nu are subspecii cunoscute.